# Новоселани (община Могила)
Вижте пояснителната страница за други значения на Новоселани.
Новоселани (на македонска литературна норма: Новоселани) е село в южната част на Северна Македония, в община Могила.

## География
Селото е разположено в областта Пелагония, югозападно от град Прилеп и североизточно от Битоля. Най-близките съседните села са Тройкърсти, Чепигово и Тополчани на изток в Община Прилеп и Лознани на юг.

## История
В XIX век Новоселани е изцяло българско село в Битолска кааза на Османската империя.
Според статистиката на Васил Кънчов („Македония. Етнография и статистика“) от 1900 година Новоселяни има 100 жители, всички българи християни. Според Никола Киров („Крушово и борбите му за свобода“) към 1901 година Новоселани има 20 български къщи.
В началото на XX век населението на селото е под върховенството на Българската екзархия. По данни на секретаря на екзархията Димитър Мишев („La Macédoine et sa Population Chrétienne“) през 1905 година в Новоселяни има 64 българи екзархисти.
Църквата в селото „Свети Георги“ е изградена в 1935 година.
Според преброяването от 2002 година селото има 50 жители, всички северномакедонци.
| Националност     | Всичко |
| северномакедонци | 50     |
| албанци          | 0      |
| турци            | 0      |
| цигани           | 0      |
| власи            | 0      |
| сърби            | 0      |
| бошняци          | 0      |
| други            | 0      |